# Cesare Zavattini
Pour les articles homonymes, voir Zavattini.
Cesare Zavattini est un scénariste et écrivain italien, né le 20 septembre 1902 à Luzzara, province de Reggio d'Émilie en Émilie-Romagne en Italie, et mort le 13 octobre 1989 à Rome. Il est l’une des figures majeures du néoréalisme italien.

## Biographie
Il est lauréat d'un prix international de la paix en 1954.
Il est le père de Arturo Zavattini, directeur de la photographie.
Il constitua une collection d'autoportraits miniatures de grands artistes du XXème siècle, qui fut acquise par la Pinacothèque de Brera (Italie). 

## Filmographie en tant que scénariste
- 1935 : Je donnerai un million (Darò un milione) de Mario Camerini

### Années 1940
- 1940 : Toto, apôtre et martyr (San Giovanni decollato) d'Amleto Palermi
- 1940 : Una famiglia impossibile de Carlo Ludovico Bragaglia
- 1941 : È caduta una donna (it) d'Alfredo Guarini
- 1941 : Mademoiselle Vendredi (Teresa Venerdì) de Vittorio De Sica
- 1941 : La scuola dei timidi (it) de Carlo Ludovico Bragaglia
- 1942 : Quatre Pas dans les nuages (Quattro passi tra le nuvole)  d'Alessandro Blasetti
- 1942 : Quarta pagina de Nicola Manzari
- 1943 : Il birichino di papà de Raffaello Matarazzo
- 1943 : C'e sempre un ma! de Luigi Zampa
- 1943 : Romanzo a passo di danza (it) de Giancarlo Cappelli (it) et Salvio Valenti.
- 1944 : Les enfants nous regardent (I bambini ci guardano) de Vittorio De Sica
- 1944 : La Porte du ciel (La porta del cielo) de Vittorio De Sica
- 1945 : Canto, ma sottovoce... (it) de Guido Brignone
- 1945 : La freccia nel fianco d'Alberto Lattuada
- 1946 : Biraghin (it) de Carmine Gallone
- 1946 : Un jour dans la vie (Un giorno nella vita) d'Alessandro Blasetti
- 1946 : Sciuscià de Vittorio De Sica
- 1946 : Il marito povero de Gaetano Amata
- 1946 : L'angelo e il diavolo (it) de Mario Camerini
- 1946 : Le monde est comme ça (it) (Il mondo vuole così) de Giorgio Bianchi
- 1946 : Rome ville libre (Roma città libera) de Marcello Pagliero
- 1947 : Chasse tragique (Caccia tragica) de Giuseppe De Santis
- 1947 : La Grande Aurore (La grande aurora) de Giuseppe Maria Scotese
- 1948 : Le Voleur de bicyclette (Ladri di biciclette) de Vittorio De Sica
- 1949 : Vent'anni de Giorgio Bianchi
- 1949 : Au-delà des grilles (Le mura di Malapaga) de René Clément

### Années 1950
- 1950 : Le ciel est rouge (Il cielo è rosso) de Claudio Gora
- 1950 : Pour l'amour du ciel (E' più facile che un cammello...) de Luigi Zampa
- 1950 : Sa Majesté monsieur Dupont (Prima comunione) d'Alessandro Blasetti
- 1951 : Miracle à Milan (Miracolo a Milano) de Vittorio De Sica
- 1951 : Bellissima de Luchino Visconti
- 1951 : Mamma mia che impressione! de Roberto Savarese
- 1952 : Umberto D. de Vittorio De Sica
- 1952 : Cinque poveri in automobile de Mario Mattoli
- 1952 : Le Manteau (Il cappotto) d'Alberto Lattuada
- 1952 : Onze heures sonnaient (Roma ore 11) de Giuseppe De Santis
- 1952 : Bonjour éléphant ! (Buongiorno, elefante!) de Gianni Franciolini
- 1953 : La Maison du silence (La voce del silenzio) de Georg-Wilhelm Pabst
- 1953 : La Fille sans homme (Un marito per Anna Zaccheo) de Giuseppe De Santis
- 1953 : Station Terminus (Stazione Termini) de Vittorio De Sica
- 1953 : Nous les femmes (Siamo donne) de Alfredo Guarini, Gianni Franciolini, Roberto Rossellini, Luigi Zampa et Luchino Visconti
- 1953 : La passeggiata de Renato Rascel
- 1953 : L'Amour à la ville (L'amore in città) de Federico Fellini, Michelangelo Antonioni, Alberto Lattuada, Carlo Lizzani,Francesco Maselli, Dino Risi et Cesare Zavattini
- 1953 : Cavallina storna (it) de Giulio Morelli
- 1953 : Femmes damnées (Donne proibite) de Giuseppe Amato
- 1953 : Voleur malgré lui (it) (Piovuto dal cielo) de Leonardo De Mitri
- 1954 : Ali Baba et les Quarante Voleurs de Jacques Becker
- 1954 : L'Or de Naples (L'oro di Napoli) de Vittorio De Sica
- 1955 : Le Toit (Il tetto) de Vittorio De Sica
- 1956 : Sœur Letizia (Suor Letizia) de Mario Camerini
- 1957 : La Femme du jour (La donna del giorno) de Francesco Maselli
- 1957 : Amour et Commérages (Amore e chiacchiere) d'Alessandro Blasetti
- 1959 : Le Don Juan des bas-fonds (Nel blu dipinto di blu) de Piero Tellini

### Années 1960
- 1960 : Jeux précoces (Il rossetto) de Damiano Damiani
- 1960 : La ciociara de Vittorio De Sica
- 1960 : La Guerre (Rat) de Veljko Bulajić
- 1961 : Il sicario de Damiano Damiani
- 1961 : Le Jugement dernier (Il giudizio universale) de Vittorio De Sica
- 1961 : La lunga calza verde (it), court-métrage de Roberto Gavioli (it)
- 1961 : Le italiane e l'amore de Gian Vittorio Baldi, Marco Ferreri, Giulio Macchi, Francesco Maselli, Lorenza Mazzetti, Gianfranco Mingozzi, Carlo Musso, Piero Nelli, Giulio Questi, Nelo Risi et Florestano Vancini
- 1962 : Boccace 70 (Boccaccio '70) de Mario Monicelli, Federico Fellini, Luchino Visconti et Vittorio De Sica
- 1962 : L'Île des amours interdites (L'isola di Arturo) de Damiano Damiani
- 1962 : Les Séquestrés d'Altona (I Sequestrati di Altona), de Vittorio De Sica
- 1963 : Il boom de Vittorio De Sica
- 1963 : Hier, aujourd'hui et demain (Ieri, oggi, domani) de Vittorio De Sica
- 1964 : Mariage à l'italienne (Matrimonio all'italiana) de Vittorio De Sica
- 1966 : Un monde nouveau (Un mondo nuovo) de Vittorio De Sica
- 1966 : Le renard s'évade à trois heures (Caccia alla volpe) de Vittorio De Sica
- 1967 : Les Sorcières (Le streghe) de Luchino Visconti, Mauro Bolognini, Pier Paolo Pasolini, Franco Rossi et Vittorio De Sica
- 1967 : Sept fois femme (Woman Times Seven) de Vittorio De Sica
- 1968 : Le Temps des amants (Amanti) de Vittorio De Sica

### Années 1970
- 1970 : Les Fleurs du soleil (I girasoli) de Vittorio De Sica
- 1972 : Lo chiameremo Andrea de Vittorio De Sica
- 1973 : Una breve vacanza de Vittorio De Sica
- 1974 : Le Voyage (Il viaggio) de Vittorio De Sica
- 1977 : Un cœur simple (Un cuore semplice) de Giorgio Ferrara
- 1978 : The Children of Sanchez de Hall Bartlett

## Documentaire
- Les écrivains italiens et l'Italie des écrivains : ombres et questions, documentaire en trois parties, Italiques, 1973-1974[2].